# Vitte
Een vitte of victe was een juridisch autonome handelsnederzetting van een stad in het Deense deel van het Oostzeegebied. Op een vitte gold het eigen rechtstelsel van de moederstad van de kooplieden die daar grotendeels op eigen voorwaarden hun koopwaar verhandelden.
De eerste vitte ontstond aan het begin van de 13e eeuw op het eiland Rügen en had het karakter van een haringmarkt. Later kwamen er ook vitten op het schiereiland Schonen (Deens, Zweeds: Skåne). Daar groeiden ze in aantal en ontwikkelden ze zich tot markten met een breed productaanbod. De meeste vitten behoorden aan Hanzesteden. De vitten in Schonen vormden in de 14e eeuw het grootste handelscentrum van Noord-Europa. Vanaf de 15e eeuw boette het handelscentrum sterk aan belang in en in de 16e eeuw hielden de vitten op te bestaan.

## Ontstaan

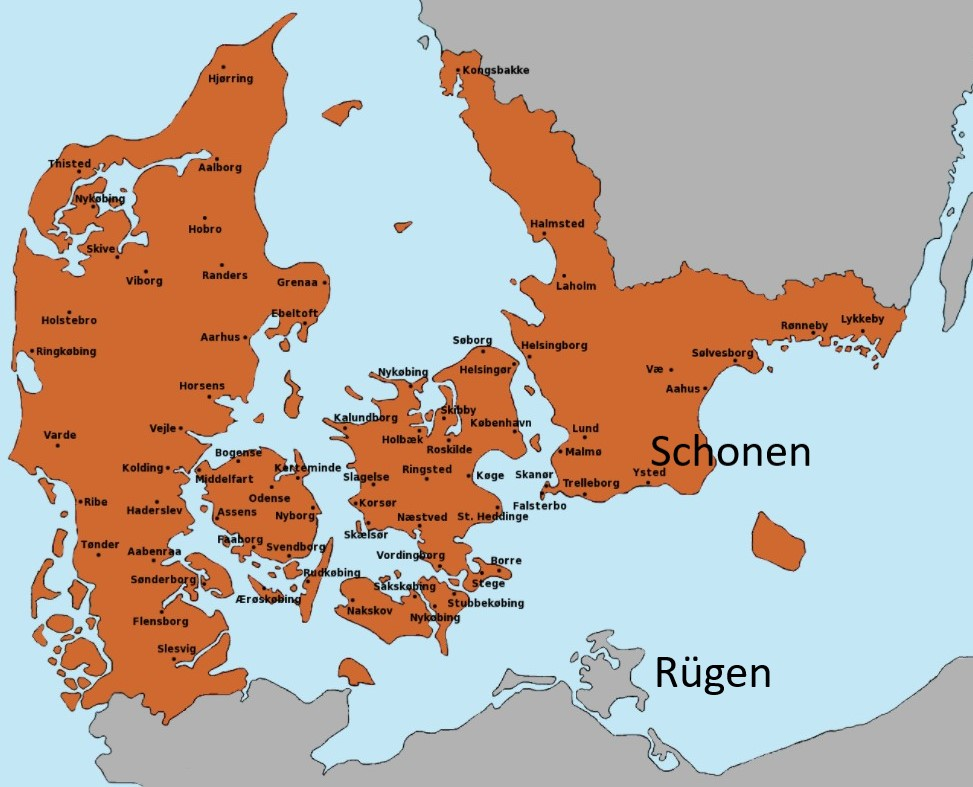
Deense steden in de late middeleeuwen.
Het schiereiland Schonen behoorde tot Denemarken en het eiland Rügen was een Deense vazalstaat.

Het Oostzeegebied was in de late middeleeuwen rijk aan haring. In Noord-Europa was gezouten haring een belangrijke bron van eiwitten. Haring was ook om religieuze redenen belangrijk: volgens de regels van de Rooms-Katholieke Kerk mocht op vrijdag en tijdens de jaarlijkse veertigdaagse vasten geen vlees worden gegeten. Vis was daarentegen wel toegestaan. Haring was dan gewild omdat het een goedkope vis was met een hoge voedingswaarde. De haring werd gevangen als de vis in het najaar in grote scholen langs de Sont van de Oostzee naar de Noordzee trok.

### Rügen
In het zuidelijke deel van de Oostzee waren Slavische vissers actief, die hun vangst aan wal brachten op het eiland Rügen, destijds een vorstendom onder Deense heerschappij. Daar werd de vis door handelaren bewerkt, in tonnen gelegd en daarin gezouten. De kooplieden brachten hun eigen lege vaten en hun eigen zout naar het eiland en exporteerden de gezouten haring naar vrijwel alle Europese landen.
De Duitse stad Lübeck wist de haringhandel te domineren en in 1224 slaagde de stad erin om een verdrag af te sluiten met Wizlaw I, de vorst van Rügen. Het handelsverdrag kende de handelaren uit Lubeck locaties toe buiten de normale handelscentra, zogenaamde vitten. Daar mochten  kooplieden hun eigen schuren bouwen om de haringen te bewerken die ze op de vitte ook mochten verhandelen. In de vitte vielen ze niet onder de jurisdictie van de prins van Rügen, maar onder die van hun moederstad.

### Schonen

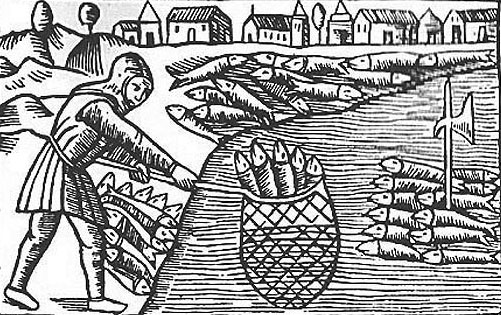
Haringvangst bij Schonen. Houtsnede uit 1555 van Olaus Magnus.
Langs de zuidwestpunt van Schonen zwommen in het najaar zo veel haringen dat ze zich – volgens sommige kroniekschrijvers – met blote handen uit zee lieten scheppen.

In het noordelijke deel van de Oostzee kwamen  de Deense boeren in de herfst naar de stranden om haring te vangen. In de wintertijd konden ze aanvullende inkomsten goed gebruiken. In Scandinavië waren de stranden eigendom van de koningen waardoor de Denen konden vissen in vrij toegankelijke, niet-gereglementeerde wateren, zonder dat plaatselijke heersers of gilden hen daarbij konden hinderen. De herfstvisserij ontwikkelde zich tot een traditie die wijdverbreid was op de Deense eilanden en op het tot Denemarken behorende schiereiland Schonen. Niet alleen boeren zochten een secundair inkomen, ook anderen zoals dagloners en studenten. In het vangstseizoen waren de kerken in de kuststreek gesloten omdat de gelovigen aan het vissen waren en op het strand sliepen.
Rond de tijd dat Lübeck in Rügen zijn privileges verwierf verschoof het zwaartepunt van de haringhandel naar Schonen. De Deense vissers boden hun visvangst niet verspreid op de stranden te koop aan zoals op Rügen, maar op specifieke locaties die eeuwenlang functioneerden als tijdelijke marktplaatsen. Om strubbelingen te voorkomen werden de vissers en kooplieden fysiek gescheiden. De vissers kregen op het strand fiskelejer (visserskampen) toegewezen waar ze hutten bouwden, hun netten droogden en onderhoud pleegden aan boten en vistuig. De kooplieden kregen stukken grond toegewezen achter de zeewering, waar ze zich groepeerden per moederstad of -regio.
Door het grote aanbod en de strenge kwaliteitsbewaking van haring groeide de haringhandel op Schonen zo sterk dat het schiereiland vanaf de 13e tot aan het begin van de 15e eeuw de Europese haringmarkt domineerde. Gaandeweg brachten handelaren goederen uit hun eigen regio mee en breidde het aanbod op de markt zich uit tot een breed scala aan producten. De Deense koning profiteerde van de internationale handel door tolgelden voor haring en andere handelswaar te verhogen. Hij was echter niet sterk genoeg om de handel geheel naar zijn hand te zetten. De stad Lübeck slaagde erin met de koning een capitulatie af te sluiten die vergelijkbaar was met hun handelsverdrag met Rügen. Andere steden volgen waardoor aan het eind van de 13e eeuw vrijwel alle Oostzeesteden op Schonen een vitte hadden met alle privileges die daarbij hoorden.

## De vitte
Elke stad waarmee de koning een capitulatie afsloot kreeg een concessie voor een vitte die kooplieden uit de betrokken stad mochten bewonen tijdens de jaarmarkt die in augustus begon en tot november duurde. De bijbehorende privileges omvatten onder meer garanties voor hun persoonlijke veiligheid en die van hun goederen en hulp als hun boot in de buurt van Schonen in de problemen kwam, bijvoorbeeld in geval van schipbreuk of als er mensen overboord sloegen. Verder kregen ze lage en stabiele belastingen en werden ze vrijgesteld van religieuze feestdagen, zodat ze zeven dagen per week vis konden verwerken en handel konden drijven. Ten slotte deed de koning afstand van de jurisdictie in de vitte.
Dat laatste hield in dat in de vitte het recht en de verordeningen golden van de moederstad van de kooplieden. De kooplieden waren zelf verantwoordelijk voor de rechtspraak; alleen de berechting van misdrijven waarvoor de doodstraf of het verlies van een hand kon worden uitgesproken, bleef in handen van de Deense koning. Op de naleving van de rechtsregels werd toegezien door een door de moederstad aangewezen voogd.
De voogd was de centrale figuur in de vitte, vergelijkbaar met een consul. Het takenpakket van de voogd was gevarieerd. Naast zijn taak als rechtshandhaver was hij verantwoordelijk voor de bestuurlijke en economische gang van zaken binnen de vitte en de relatie van de vitte met de buitenwereld.  Gedurende de veertiende eeuw verwierven voogden steeds meer rechten, met als gevolg dat de vitten juridisch volledig onafhankelijk van de Deense koning konden opereren als extraterritoriale kolonies van buitenlandse handel op Deens grondgebied.
Een vitte had een officiële, openbare ruimte, waar zich het voogdijgebouw, de kerk en een eventuele begraafplaats bevonden. Daarnaast stonden er gebouwen en tenten die vooral dienden voor de opslag, verwerking en verkoop van vis en alle andere handelswaar. Ze dienden ook voor de overnachting van de kooplieden en hun knechten. Verder hadden neringdoenden als bakkers, slagers en scheepsbouwers er hun zaak en waren er taveernes en in sommige vitten ook bordelen.
Tussen de verschillende vitten ontstonden samenwerkingsverbanden. Om juridische problemen op te lossen die betrekking hadden op meerdere vitten werd een rechtbank opgericht die was samengesteld uit de voogden van alle steden die een vitte bezaten. Onder druk van het ruimtegebrek dat ontstond door de groei van het aantal vitten, werd overeengekomen dat het opmeten en afbakenen van vitten gebeurde onder toezicht van kooplieden uit andere vitten. Zo werden de vitten van Zutphen en Harderwijk in 1316 opgemeten in aanwezigheid van kooplieden uit Lund en Trelleborg.

### Locaties

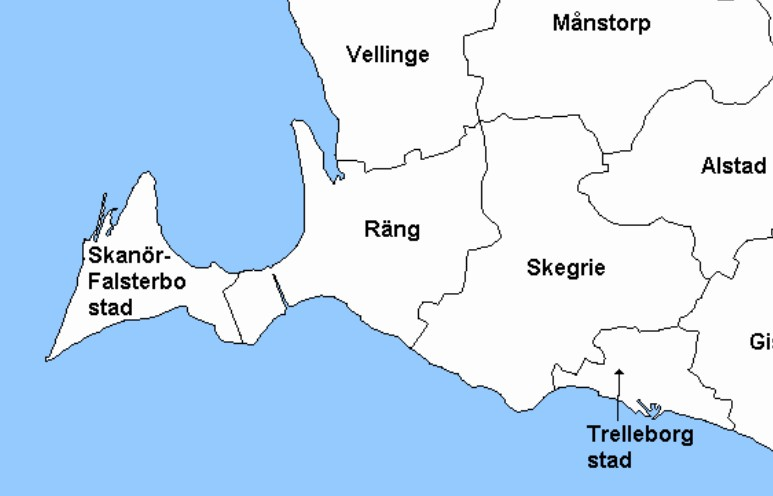
Het schiereilandje Falsterbohalvön met de in 1754 samengevoegde steden Skanør en Falsterbo

De concessies voor vitten werden uitgegeven voor locaties op het schiereilandje Falsterbohalvön in het uiterste zuidwesten van Schonen. Voor de eerste vitten werden locaties aangewezen bij de stad Falsterbo in het zuiden. Lübeck kreeg de grootste ruimte toegewezen, wat paste bij het belang van de stad. Steden die in de buurt daarvan een vitte mochten inrichten waren onder meer de Duitse steden Hamburg, Rostock,  Stralsund, Kiel, Danzig, Greifswald, Lüneburg, Anklam, Elbing, Koningsbergen en Kolberg. Bij Falsterbo lagen ook vitten van de Deense steden Kopenhagen, Halmstad, Svendborg, Åhus, Kalundborg en Ängelholm. De Duitse steden Bremen en Wismar en de Deense steden Lund en Trelleborg kregen vitten toegewezen bij de noordelijker gelegen stad Skanør.
Na de Duitse en Deense steden vroegen ook steden uit de Nederlanden toestemming om een vitte in te mogen richten. Ondanks bezwaren van de Wendische steden die concurrentie vreesden, kregen ze stukken grond toegewezen bij Skanør. De eerste waren Doesburg, Zutphen, Harderwijk en Nijmegen, die in 1302 een concessie kregen van de Deense koning. In 1307 volgde Kampen met een grote vitte waarvan later ook kooplieden uit Deventer gebruik mochten maken. Stavoren volgde in 1326, 's-Hertogenbosch in 1366 en Zierikzee in 1368. Vanaf eind 14e eeuw beschikten meerdere Hollandse en Zeeuwse steden over een vitte op Schonen, waaronder Amsterdam.

### Handelswaar
In de loop van de 14e eeuw breidde het aantal vitten zich uit tot meerdere tientallen. De meeste vitten, ongeveer dertig, behoorden aan Hanzesteden, waarvan de steden uit de Lage landen en de steden uit Noord-Duitsland elk ongeveer de helft uitmaakten. De handel breidde zich zodanig uit dat de Schonense markt de belangrijkste centrale markt werd in het Oostzeegebied van de 14e eeuw. De vitten bleven ook buiten het haringseizoen in bedrijf en er werden zo'n vijftig verschillende producten verhandeld.
Belangrijk waren haring en het voor conservering benodigde zout. Het zout kwam uit Lüneburg en werd verscheept via Lubeck. Later verloor Lüneburg zijn monopoliepositie en werden scheepsladingen Baaizout uit Bretagne aangevoerd door Hollandse en Zeeuwse schepen. Regionale producten waarin gehandeld werd waren onder meer wijn uit de Rijnstreek, stokvis uit Noorwegen, wol uit Engeland, laken uit de Nederlanden, bier uit Hamburg en Bremen, graan en mout van de Noord-Duitse en Baltische kuststreek, potas uit Danzig en Koningsbergen en typisch Noord-Europese goederen als bont, bijenwas, honing en hout. Andere producten waren hennep, hop, metalen als ijzer, staal en koper, paarden, scheepsankers, talg, traan, voedingsmiddelen als brood, kaas, noten en zalm, en zwavel.

## Neergang
Het Schonense handelscentrum bereikte zijn economisch hoogtepunt tussen 1370 en 1380. Daarna begon een periode van 250 jaar van verval. Een van de oorzaken was dat betere navigatie-instrumenten beschikbaar kwamen waardoor schepen rechtstreeks van de Noordzeehavens naar de Baltische havens konden varen en zo de kosten van de tussenpersonen op Schonen konden vermijden. Een tweede oorzaak was dat de vraag naar haring afnam toen in de 16e eeuw de vastenperiode uit de Lutherse kerkelijke kalender verdween. Een derde factor was dat de positie van de Deense koning verzwakte.
De Wendische steden onder aanvoering van Lubeck probeerden met succes hun concurrenten uit het Noordzeegebied weg te houden van Schonen, waardoor Falsterbonäset als internationale markt aan belang inboette. Dat had bovendien tot gevolg dat kooplieden uit het Noordzeegebied oude visgronden in de Noordzee gingen exploiteren. Ze brachten de kwaliteitseisen in lijn met die van de haringmarkten van Schonen en introduceerden bovendien een nieuw product op de Europese markt dat de haringhandel sindsdien domineerde: de zeer vetrijke ‘maagdenharing’ die gevangen wordt in de maanden mei tot en met augustus. De naam die later verbasterd is tot maatjesharing verwijst ernaar dat de geslachtsrijpe mannelijke vis nog geen hom bevat en de vrouwelijke vis geen kuit.
Het handelscentrum verschrompelde tot een haringmarkt voor de Hanze. Toen het belang van de Hanze in de 16e eeuw afnam, hielden de markten op Falsterbonäset op. De handel ging verder vanuit het nabij gelegen Malmö, dat een steeds belangrijkere stad werd. Deze gang van zaken betekende het einde van de vitten op Schonen.